# 厄瓜多航空
厄瓜多航空（西班牙語：TAME Línea Aérea del Ecuador）是厄瓜多的國家航空公司，總部設在基多，成立於1962年，結業於2020年。主要提供拉丁美洲的區域國際航線以及其國內航線服務。

## 目的地

### 國內
- 基多─蘇克雷元帥國際機場
- 瓜亚基尔—何塞·华金·德·奥尔梅多国际机场

### 國際
- 哥伦比亚─卡利─阿爾方索·伯尼利亞·阿拉貢國際機場（西班牙语：Aeropuerto Internacional Alfonso Bonilla Aragón）
- 古巴─哈瓦那─何塞·馬蒂國際機場
- ─蓬塔卡納─蓬塔卡納國際機場（西班牙语：Aeropuerto Internacional de Punta Cana）
- 巴拿马─巴拿馬城─托庫門國際機場
- 墨西哥─坎昆─坎昆國際機場
- 牙买加─蒙特哥灣─桑格斯特國際機場（英语：Sangster International Airport）

## 機隊
A319-112、A320-232/233、A330-200、ATR42-500、Embraer190AR